# Million Dollar Quartet
Il Million Dollar Quartet è una sessione di registrazione tenutasi il 4 dicembre 1956, quando Carl Perkins, Jerry Lee Lewis, Johnny Cash ed Elvis Presley si incontrarono negli studi della Sun Records a Memphis dal quale venne poi tratto un album discografico; Sam Philips, titolare della Sun Records, decise di registrare ciò che sarebbe accaduto nella sala di incisione occupata dai quattro cantanti per poi pubblicare un disco ricavato dai nastri. La registrazione è un momento chiave nella storia della musica.

## Storia

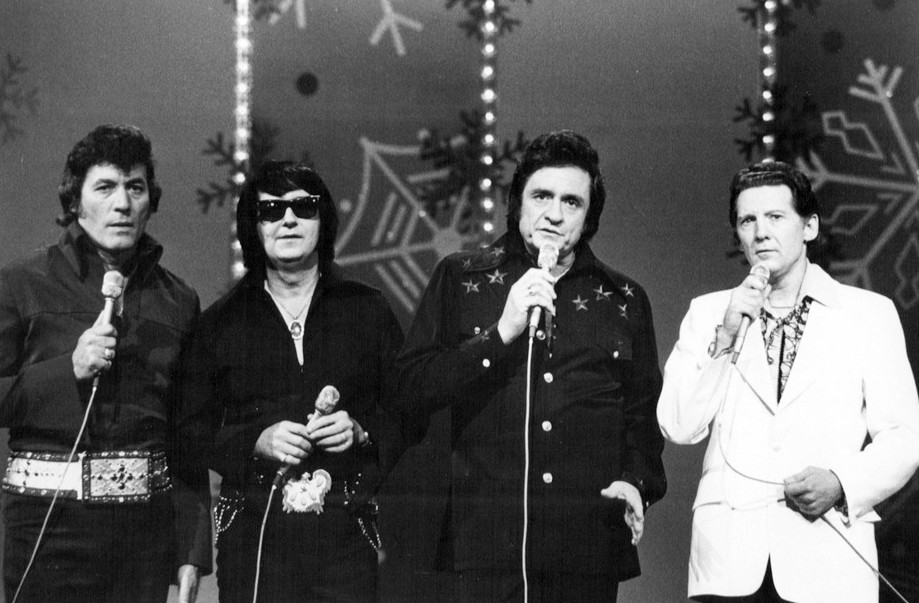
I tre artisti della sessione originale più Roy Orbison, in concerto nel 1977 per commemorare la morte di Elvis. Questi quattro cantanti si riuniranno per il disco "Class of '55" nel 1986

Il 4 dicembre 1956, durante una pausa di registrazione, Elvis si sedette al piano iniziando a suonare melodie gospel, presto seguito da Johnny Cash e dagli altri. Jack Clement (l'ingegnere del suono presente), sotto ordine di Philips, cominciò a registrare tutto quello che avveniva in sala. Phillips chiamò inoltre un quotidiano locale che inviò un fotografo e pubblicò un articolo il giorno dopo definendo i 4 come il Million Dollar Quartet.
Dalle registrazioni, della durata complessiva di circa 70 minuti, la voce di Johnny Cash non è quasi mai riconoscibile; alcune fonti dicono perché Cash abbandonò quasi subito la seduta ma lo stesso Cash, nella sua autobiografia, afferma di essere stato presente a tutta la registrazione ma di aver cantato lontano dal microfono e in una tonalità più alta del suo solito per accordarsi a quella di Elvis.
Il disco non venne pubblicato subito ma solo una prima volta in Europa nel 1981 con il titolo "The Million Dollar Quartet ", contenente 17 tracce. Pochi anni dopo altre tracce sono state scoperte e pubblicate in un secondo album dal nome "The Complete Million Dollar Session".
Nel 1977 Elvis morì e così, per ricordarlo, Cash, Perkins, Jerry Lee e Roy Orbison si sono esibiti nel gospel "This Train is Bound for Glory", durante un evento natalizio tratto dal programma "Johnny Cash Christmas Special", condotto dallo stesso Cash.

### The Survivors
Alla morte di Elvis, i tre artisti rimanenti si incontrarono in un concerto live nel 1982, producendo anche un disco dal vivo dal nome "The Survivors Live".

### Class of '55
Nel 1986 il gruppo si riunì un'ultima volta con l'aggiunta di Roy Orbison in sostituzione a Elvis, i quattro pubblicarono un secondo disco in studio, dal titolo Class of '55, ottenne un buon successo.

## Tracce
1. "Instrumental" (sconosciuto) - 1:44
2. "Love Me Tender - strumentale" (Presley/Matson) - 1:02
3. "Jingle Bells - strumentale" (James Lord Pierpont) – 1:57
4. "White Christmas - strumentale" (Berlin) - 2:05
5. "Reconsider Baby" (Fulsom) - 2:45
6. "Don't Be Cruel" (Presley/Blackwell) - 2:20
7. "Don't Be Cruel" (Presley/Blackwell) - 2:12
8. "Paralyzed" (Presley/Blackwell) - 3:00
9. "Don't Be Cruel" (Presley/Blackwell) - 0:36
10. "There's No Place Like Home" (Payne/Bishop) - 3:36
11. "When The Saints Go Marchin´ In" (tradizionale) - 2:18
12. "Softly and Tenderly" (Will Lamartine Thompson) - 2:42
13. "When God Dips His Love in My Heart" (Derricks) - 0:23
14. "Just a Little Talk with Jesus" (Derricks) - 4:09
15. "Jesus Walked That Lonesome Valley" (tradizionale) - 3:28
16. "I Shall Not Be Moved" (tradizionale) - 3:49
17. "Peace In The Valley" (Dorsey) - 1:33
18. "Down By the Riverside" (tradizionale) - 2:26
19. "I'm with a Crowd But So Alone" (Tubb/Story) - 1:16
20. "Farther Along" (Fletcher/Baxter) - 2:08
21. "Blessed Jesus (Hold My Hand)" (tradizionale) - 1:26
22. "On the Jericho Road" (Traditional) - 0:52
23. "I Just Can't Make It By Myself" (Clara Ward) - 1:04
24. "Little Cabin Home on the Hill" (Bill Monroe/Lester Flatt) - 0:46
25. "Summertime Is Past and Gone" (Monroe) - 0:14
26. "I Hear a Sweet Voice Calling" (Monroe) - 0:36
27. "Sweetheart You Done Me Wrong" (Monroe) - 0:28
28. "Keeper of the Key (Carl Lead)" (Stewart/Howard/Devine/Guynes) - 2:08
29. "Crazy Arms" (Mooney/Seals) - 0:17
30. "Don't Forbid Me" (Singleton) - 1:19
31. "Too Much Monkey Business" (Berry) - 0:05
32. "Brown Eyed Handsome Man" (Berry) - 1:14
33. "Out of Sight, Out of Mind" (Hunter/Otis) - 0:37
34. "Brown Eyed Handsome Man" (Berry) - 1:53
35. "Don't Forbid Me" (Singleton) - 0:50
36. "You Belong to My Heart" (Gilbert/Lara) - 1:10
37. "Is It So Strange" (Young) - 1:21
38. "That's When Your Heartaches Begin" (Hill/Fisher/Raskin) - 4:58
39. "Brown Eyed Handsome Man" (Berry) - 0:17
40. "Rip It Up" (Blackwell/Marascalco) - 0:23
41. "I'm Gonna Bid My Blues Goodbye" (Snow) - 0:55
42. "Crazy Arms" (Mooney/Seals) - 3:36
43. "That's My Desire" (Loveday/Kresa) - 2:02
44. "End of the Road" (Lewis) - 1:44
45. "Black Bottom Stomp" (Morton) - 1:11
46. "You're the Only Star in My Blue Heaven" (Autry) - 1:12
47. Elvis Says Goodbye - 0:40